# ژان-باپتیست کافینهال
پیری-اندری کافینهال-دوبایل (Pierre-André Coffinhal-Dubail)، معروف به ژان-باپتیست کافینهال (Jean-Baptiste Coffinhal) (زادهٔ ۷ نوامبر ۱۷۶۲ در ویک-سور-سیری– درگذشتهٔ ۶ اوت ۱۷۹۴ در پاریس (۱۸ ترمیدور سال ۲)) یک حقوق‌دادن، انقلابی فرانسوی، عضو شورای عمومی کمون پاریس و قاضی دادگاه انقلابی بود.

## خانواده
پیری-اندری کافینهال-دوبایل کوچک‌ترین فرزند از شش فرزند خانواده بود، پدر وی انیت-جوسیف کافینهال (زادهٔ ۲۲ سپتامبر ۱۷۰۵ در پیلهیرولس – درگذشتهٔ ۶ دسامبر ۱۷۶۷ در ویک-سور-سیری)، یک وکیل دعوی در بخشداری ویک-سور-سیری بود و مادرش فرانچوایز دونیور نام داشت، آن‌ها در ۱۸ می ۱۷۴۵ در اوریاک باهم ازدواج نموده بودند. خانواده وی از نسل‌های پیش از طبقه بورژوا بوده و نسبت به اشرافیت محلی که در آن همگون شده بودند، به مراتب دارای سرمایه و مقام بالاتر بودند.
دو برادر بزرگ‌تر وی، ژان-باپتیست (زادهٔ ۱ آوریل ۱۷۴۶ در راولهاک – درگذشتهٔ ۱۳ ژوئن ۱۸۱۸ در اوریاک) و جوسیف (زادهٔ ۱۲ آوریل ۱۷۵۷ در ویک-سور-سیری – درگذشته ۱ سپتامبر ۱۸۴۱) حقوق خواندند. ژان-باپتیست همانند پدرش وکیل دعوی در بخشداری شد، وی یک تعداد املاک مصادره شده را خریداری نموده و به دادگاه کیفری، جای که برادرش جوسیف در جریان انقلاب فرانسه کار می‌کرد، به فروش رسانید. جوسیف بعدها در دادگاه عالی فرانسه کار می‌کرد، از جانب ناپلئون لقب اشرافی بارون دانیور دریافت نمود و عضو شورای عالی دولت شد. در واقع هم جان-باپتیست و هم جوسیف پس از انقلاب، اجازه گرفتند تا نام خود را به نام خانوادگی مادرشان تغییر دهند تا از نام برادر شان تفکیک گردد.
کافینهال نیز همانند برادر بزرگ‌تر خود پیری، شروع به آموزش پزشکی کرد، اما به‌زودی آن را رها نمود. او به پاریس رفت و در آنجا پستی به عنوان منشی در اداره دادستانی پیدا کرد.

## دادگاه انقلابی
او به انقلاب فرانسه اشتیاق وافر داشت و به‌طور فعالانه در سیاست شهر سهم گرفت. وی در انتخابات ۱۷۹۱ مجلس قانون‌گذاری فرانسه و در انتخابات‌های سال بعدی برای کنوانسیون فرانسه، از در بخشداری دی ایلی-سنت-لویس (که بعداً در ۱۷۹۲ میلادی به بخشداری دی لا فراتیرنایت تغییر نام داده شد) رأی داد. چندی بعد، وی به عنوان رئیس پلیس در این بخشداری گماشته شد. او که عضویت باشگاه ژاکوبن‌ها را داشت، در حمله به کاخ تویلری در اوت ۱۷۹۲ میلادی شرکت نمود و در دادگاه کیفری ویژه که بلافاصله چندی بعد در ۱۷ اوت تأسیس گردید، به عنوان قاضی گماشته شد. در یک مقطع از زندگی‌اش، وی از رسم نه چندان معمول اقتباس نام‌های کلاسیک (مانند، گراکهوس بابیوف، آناکارسیس کلوتس) پیروی نموده و خود را ماکیوس سکایولا کافینهال می‌خواند.
زمانی که دادگاه انقلابی در ۱۰ مارس ۱۷۹۳ تأسیس گردید، وی به عنوانی یک از قاضی‌های این دادگاه گماشته شده و از این طریق با فوکیه-تنویل دوست شد. او که به لحاظ سیاسی به ماکسیمیلیان روبسپیر نزدیک بود، با شوخی‌های بی‌جای که داشت با یک شور و سخت‌گیری رفتار می‌کرد که نفرت را در دل دشمنانش عمیق‌تر می‌نمود.
یک سال پس از تأسیس دادگاه انقلابی، کافینهال ریاست دادگاه ژاک-رنه ابر و هیبریتیستی‌ها (اغراق گراها) (مارس ۱۷۹۴) را بر عهده داشت، وی علاوه بر این‌که ریاست این محاکم را بر عهده داشت، مسئول ویراستاری گزارش‌های رسمی این دادگاه‌ها نیز بود. گزارش دادگاه توسط وی و سه همکار دیگرش تهیه گردید، اما گزارش وی نسبت به آنچه واقعاً در محکمه گذشته بود شباهت اندکی داشت. آن‌گونه که قاضی همکار وی در ۹ وندیمار سال ۳ (۳۰ سپتامبر ۱۷۹۴) در رابطه به شواهد ادعا کرد و همچنین کشف اسنادهای مختلف در ۱۹۷۵ میلادی مرتبط با دادگاه‌های که وی ریاست آن‌ها را برعهده داشت، ثابت نمود که او برخی شواهد را نادیده گرفته و برخی دیگر را تغییر داده بود.
وی همچنین ریاست دادگاه آنتوان لاووازیه و گردآوری کنندگان مالیات دهاقین (Farmers General) را بر عهده داشت. در جریان همین دادگاه بود که گفته می‌شود وی پاسخ مشهور خود را در مقابل درخواست خانم لاووازیه مبنی بر به تعلیق اعدام وی تا تحقیقات علمی خود را به اتمام برساند، ایراد نمود: «جمهوری نیازی به دانشمندان یا شیمی‌دان‌ها ندارد» ('La République n'a pas besoin de savants ni de chimistes').‏
در ۱۱ ژوئن ۱۷۹۴، این دادگاه دوباره سازمان‌دهی شده و کوفینهال به عنوانی یکی از سه معاون آن گماشته شد. شش هفته بعد وی ریاست دادگاه آن‌های که در توطئه لوکزامبورگ متهم بودند را برعهده داشت و تنها سه روز قبل از این‌که بنا بر واکنش ترمیدور از شغل دور انداخته شود، شاعر آندره شینه را محکوم به اعدام نمود.

## واکنش ترمیدور
در جریان شامگاه ۹ ترمیدور (۲۷ ژوئیه ۱۹۷۴)، کافینهال همراه با ۸ یا ۱۰ هزار مرد از بخشداری‌ها و یک گروهان توپ‌خانه موفق شدند تا هنریوت را از کمیته امنیت عمومی به تالار شهر پاریس بی‌آورند. کنوانسیون متعاقب این رویداد، تمامی شورشی‌ها را یاغی خواند. پس از حوالی نیمه شب، نیروهای منتسب به کنوانسیون همانند طوفان به ساختمان وارد شدند. برخی منابع می‌گویند که کافینهال، درانکین هنریوت را از پنجره دور انداخت و فریاد زد که «تو احمق! این بزدلی تو است که ما را به گم‌راهی کشانده‌است»! طبق ارنیست هامیل، گفته فوق یکی از داستان‌های است که توسط باریری شایع شده‌است. کافینهال پا به فرار گذاشت و از طریق کنار دریای سین خود را به الی دیس سنگنیز رساند، جای که قایق‌ران‌های هم‌وطن وی از منطقه کانتال او را مخفی کردند. در نهایت گرسنگی او را مجبور ساخت تا از پناهگاه خارج شده و در ۵ اوت او به خانه کدبانوی خود مَم نیگری در منطقه رو مونتورگویل برود، اما از جانب وی پذیرفته نشد. او با کسی روبرو شد که به وی پول عاریت داد و پذیرفت تا او را مخفی کند، اما بعداً مستقیماً به پلیس رفت تا او را افشا کند. نُه روز بعد، کافینهال که کاملاً خسته شده بود، دستگیر گردید.
دادگاه انقلابی در آن زمان دیگر وجود نداشت و وی در ۱۸ ترمیدور (۶ اوت ۱۷۹۴) توسط بخش محکمه قضایی، تنها پس از شناسایی، اعدام گردید. در همان روز، یک گاری دو چرخه‌ای وی را از کونسیرژوری به تالار شهری پاریس برد، جای که توسط توسط گیوتین (ماشین اعدام) اعدام شد. گفته می‌شود، زمانی که وی بر سکوی اعدام قرار داده شد، جمعیت با تمسخر همان عبارتی که کافینهال هنگام ریاست خود در دادگاه انقلابی به وفرت به‌کار می‌برد را فریاد زدند، «کافینهال، حالا نوبت صحبت کردن تو نیست!» ('Coffinhal, tu n'as pas la parole!'). وی پنجاه و پنجمین فردی بود که تحت برنامه پاک‌سازی واکنش ترمیدور، اعدام گردید.
پس از اعدام وی، یک موجودی از املاک وی گرفته شد که شامل انبار ۲۳۷ بطری شراب، ۳۰۰ بطری خالی و یک بشکه پر از شراب حاوی حدود ۲۲۵ لیتر شراب بود.